# Cyclopogon
Cyclopogon é um género botânico pertencente à família das orquídeas (Orchidaceae). Foi publicado por C.Presl em Reliquiae Haenkeanae 1(2): 93, pl. 13, em 1827. A espécie tipo é o Cyclopogon ovalifolius C.Presl. O nome do gênero vem do grego cyclo, círculo, e pogon, barba, em referência à disposição das partes do perianto geralmente pubescente de suas flores ao redor do tubo sepalino.
Um dos maiores gêneros dentre as Spiranthinae, composto por cerca de 75 espécies herbáceas, antigamente pertencentes ao gênero Spiranthes.
Em regra são plantas terrestres de matas úmidas, ocasionalmente rupícolas ou epífitas, cujo centro de dispersão fica no Brasil austro-oriental mas que ocorrem em praticamente todos os países da América, excetuados Canadá e Chile.
Possuem raízes carnosas. As folhas em regra presentes, ocasionalmente ausentes, durante a floração de algumas espécies, são muito decorativas, com riscos e reticulados prateados sobre fundo verde escuro ou, eventualmente, tonalidades avermelhadas.
A inflorescência, normalmente robusta apresenta grande número de flores pouco vistosas, esverdeadas, esbranquiçadas ou rosadas, algumas vezes muito perfumadas, espaçadas ou agregadas, em posição espiralada e não raro voltadas para um só lado da raque. As sépalas de suas flores em regra são externamente pubescentes perto da base, ou em todo seu comprimento. Normalmente a sépala dorsal é livre e as laterais levemente concrescidas, infladas na base de modo a formar um pequeno nectário.
Distingüimos este gênero de seus próximos, por suas flores, que apresentam labelo ungüiculado ladeado por aurículos com frequentes glândulas nectárias ou calos nesta região.

## Taxonomia
As espécies do gênero Cyclopogon foram divididas e reagrupadas conforme a orientação seguida pelos taxonomistas. Quatro gêneros distintos foram criados a partir deste. Um destes gêneros, Cocleorchis Szlach., existe apenas na América Central e Caribe, dos outros três gêneros tratamos a seguir.
Um destes gêneros é Beadlea Small, criado em 1903.  Segundo Garay, a espécie tipo de Cyclopogon possui um tubo sepalino muito mais longo que todas as outras espécies, então, em 1982, removeu praticamente todas as espécies do gênero para Beadlea, excetuada logicamente a espécie tipo de Cyclopogon. Aparentemente o comprimento desse tubo sepalino é bastante variável, portanto essa divisão não se justifica. Em 1993, Szlachetko, reduziu este gênero a um subgênero de Cyclopogon.
Em 1982, Garay também propôs a criação do gênero Stigmatosema, composto por duas espécies de Cyclopogon  cujo formato do rostelo difere do das outras espécies. Mais tarde Szlachetko ampliou a descrição do gênero e acrescentou mais espécies.
O gênero Warscaea foi proposto por Szlachetko em Fragmenta Floristica et Geobotanica, 39(2): 561, em 1994, tipificado pela Warscaea goodyeroides (Schltr.) Szlach., antes descrita como Spiranthes goodyeroides Schltr..  O nome é uma homenagem ao famoso coletor de orquídeas Josef von Warscewicz. Nas três ou quatro espécies brasileiras e colombianas transferidas de Cyclopogon para o novo gênero Warscaea, existe uma pequena bolsa ventral no ápice do rostelo, formada por suas margens, naqueles ausente. Alguns taxonomistas consideram esta pequena diferença insuficiente para aceitar a divisão do gênero. As espécies que pertencem a este grupo são Warscaea aprica, W. goodyeroides, W. oligantha e W. diversifolia.
Enfim, ainda não há consenso entre os espécialistas sobre a circunscrição do gênero Cyclopogon.

## Espécies
1. Cyclopogon adhaesus Szlach., Candollea 48: 432 (1993).
2. Cyclopogon alexandrae (Kraenzl.) Schltr., Beih. Bot. Centralbl. 37(2): 384 (1920).
3. Cyclopogon aphyllus Schltr., Repert. Spec. Nov. Regni Veg. 16: 321 (1920).
4. Cyclopogon apricus (Lindl.) Schltr., Beih. Bot. Centralbl. 37(2): 384 (1920).
5. Cyclopogon argyrifolius (Barb.Rodr.) Barb.Rodr., Gen. Spec. Orchid., index: iii (1877).
6. Cyclopogon argyrotaenius Schltr., Repert. Spec. Nov. Regni Veg. Beih. 8: 44 (1921).
7. Cyclopogon bangii (Rolfe ex Rusby) Schltr., Beih. Bot. Centralbl. 37(2): 385 (1920).
8. Cyclopogon bicolor (Ker Gawl.) Schltr., Repert. Spec. Nov. Regni Veg. Beih. 6: 52 (1919).
9. Cyclopogon bidentatus (Barb.Rodr.) Szlach., Candollea 48: 435 (30 Sept. 1993).
10. Cyclopogon calophyllus (Barb.Rodr.) Barb.Rodr., Gen. Spec. Orchid. 1: iii (1877).
11. Cyclopogon casanaensis Schltr., Repert. Spec. Nov. Regni Veg. 27: 32 (1929).
12. Cyclopogon cearensis Barb.Rodr., Gen. Spec. Orchid. 2: 283 (1881).
13. Cyclopogon comosus (Rchb.f.) Burns-Bal. & E.W.Greenw., Orquídea (Mexico City), n.s., 10: 92 (1986).
14. Cyclopogon condoranus Dodson, Orquideologia 19: 123 (1994).
15. Cyclopogon congestus (Vell.) Hoehne, Fl. Bras. 8(12; 2): 209 (1945).
16. Cyclopogon cranichoides (Griseb.) Schltr., Beih. Bot. Centralbl. 37(2): 387 (1920).
17. Cyclopogon deminkiorum Burns-Bal. & M.S.Foster, Canad. Orchid J. 3(3): 5 (1985).
18. Cyclopogon dressleri Szlach., Novon 4: 172 (1994).
19. Cyclopogon dusenii Schltr., Repert. Spec. Nov. Regni Veg. 16: 323 (1920).
20. Cyclopogon dutrae Schltr., Repert. Spec. Nov. Regni Veg. Beih. 35: 30 (1925).
21. Cyclopogon elatus (Sw.) Schltr., Repert. Spec. Nov. Regni Veg. Beih. 6: 53 (1919).
22. Cyclopogon eldorado (Linden & Rchb.f.) Schltr., Beih. Bot. Centralbl. 37(2): 388 (1920).
23. Cyclopogon elegans Hoehne, Arq. Bot. Estado São Paulo, n.s., f.m., 1: 132 (1944).
24. Cyclopogon ellipticus (Garay) Dodson, Orquideologia 19: 92 (1993).
25. Cyclopogon epiphyticus (Dodson) Dodson, Orquideologia 19: 92 (1993).
26. Cyclopogon estradae Dodson, Orquideologia 19: 93 (1993).
27. Cyclopogon eugenii (Rchb.f. & Warm.) Schltr., Beih. Bot. Centralbl. 37(2): 388 (1920).
28. Cyclopogon gardneri Mytnik, Szlach. & Rutk., Orchidee (Hamburg) 57: 486 (2006).
29. Cyclopogon glabrescens (T.Hashim.) Dodson, Brako & Zarucchi, Monogr. Syst. Bot. Missouri Bot. Gard. 45: 1257 (1993).
30. Cyclopogon goodyeroides (Schltr.) Schltr., Beih. Bot. Centralbl. 37(2): 388 (1920).
31. Cyclopogon gracilis Schltr., Repert. Spec. Nov. Regni Veg. Beih. 8: 45 (1921).
32. Cyclopogon graciliscapus Schltr., Anexos Mem. Inst. Butantan, Secç. Bot. 1(4): 23 (1922).
33. Cyclopogon hatschbachii Schltr., Repert. Spec. Nov. Regni Veg. 23: 34 (1926).
34. Cyclopogon hennisianus (Sandt) Szlach., Candollea 48: 435 (1993).
35. Cyclopogon hirtzii Dodson, Orquideologia 19: 94 (1993).
36. Cyclopogon iguapensis Schltr., Anexos Mem. Inst. Butantan, Secç. Bot. 1(4): 25 (1922).
37. Cyclopogon inaequilaterus (Poepp. & Endl.) Schltr., Beih. Bot. Centralbl. 37(2): 389 (1920).
38. Cyclopogon itatiaiensis (Kraenzl.) Hoehne, Fl. Bras. 8(12; 2): 203 (1945).
39. Cyclopogon laxiflorus Ekman & Mansf., Ark. Bot. 22A(8): 11 (1929).
40. Cyclopogon lindleyanus (Link, Klotzsch & Otto) Schltr., Beih. Bot. Centralbl. 37(2): 389 (1920).
41. Cyclopogon longibracteatus (Barb.Rodr.) Schltr., Beih. Bot. Centralbl. 37(2): 390 (1920).
42. Cyclopogon luerorum Dodson, Orquideologia 19: 127 (1994).
43. Cyclopogon luteoalbus (A.Rich. & Galeotti) Schltr., Beih. Bot. Centralbl. 37(2): 390 (1920).
44. Cyclopogon macer Schltr., Repert. Spec. Nov. Regni Veg. Beih. 8: 46 (1921).
45. Cyclopogon maldonadoanus Dodson, Orquideologia 19: 95 (1993).
46. Cyclopogon millei (Schltr.) Schltr., Beih. Bot. Centralbl. 37(2): 391 (1920).
47. Cyclopogon miradorensis Schltr., Repert. Spec. Nov. Regni Veg. 21: 332 (1925).
48. Cyclopogon monophyllus (Lindl.) Schltr., Beih. Bot. Centralbl. 37(2): 391 (1920).
49. Cyclopogon multiflorus Schltr., Anexos Mem. Inst. Butantan, Secç. Bot. 1(4): 27 (1922).
50. Cyclopogon obliquus (J.J.Sm.) Szlach., Fragm. Florist. Geobot. 39: 425 (1994).
51. Cyclopogon oliganthus (Hoehne) Hoehne & Schltr., Arch. Bot. São Paulo 1: 189 (1926).
52. Cyclopogon olivaceus (Rolfe) Schltr., Beih. Bot. Centralbl. 37(2): 392 (1920).
53. Cyclopogon ovalifolius C.Presl, Reliq. Haenk. 1: 93 (1827).
54. Cyclopogon paludosus (Cogn.) Schltr., Beih. Bot. Centralbl. 37(2): 392 (1920).
55. Cyclopogon papilio Szlach., Fragm. Florist. Geobot. 39: 425 (1994).
56. Cyclopogon pelagalloanus Dodson, Orquideologia 19: 128 (1994).
57. Cyclopogon peruvianus (C.Presl) Schltr., Beih. Bot. Centralbl. 37(2): 393 (1920).
58. Cyclopogon plantagineus Schltr., Beih. Bot. Centralbl. 37(2): 393 (1920).
59. Cyclopogon prasophylloides (Garay) Szlach., Candollea 48: 435 (1993).
60. Cyclopogon prasophyllus (Rchb.f.) Schltr., Beih. Bot. Centralbl. 37(2): 393 (1920).
61. Cyclopogon pringlei (S.Watson) Soto Arenas, Orquídea (Mexico City), n.s., 11: 270 (1988).
62. Cyclopogon proboscideus Szlach., Candollea 48: 432 (1993).
63. Cyclopogon pululahuanus Dodson, Orquideologia 19: 131 (1994).
64. Cyclopogon rimbachii Schltr., Repert. Spec. Nov. Regni Veg. Beih. 8: 166 (1921).
65. Cyclopogon rotundifolius (Cogn.) Schltr., Beih. Bot. Centralbl. 37(2): 394 (1920).
66. Cyclopogon saccatus (A.Rich. & Galeotti) Schltr., Beih. Bot. Centralbl. 37(2): 394 (1920).
67. Cyclopogon sillarensis Dodson & R.Vásquez, Icon. Pl. Trop., II, 4: t. 314 (1989).
68. Cyclopogon stenoglossus Pabst, Bradea 1: 468 (1974).
69. Cyclopogon subalpestris Schltr., Repert. Spec. Nov. Regni Veg. Beih. 35: 32 (1925).
70. Cyclopogon tandapianus Dodson, Orquideologia 19: 96 (1993).
71. Cyclopogon taquaremboensis (Barb.Rodr.) Schltr., Beih. Bot. Centralbl. 37(2): 394 (1920).
72. Cyclopogon torusus Mytnik, Szlach. & Rutk., Orchidee (Hamburg) 57: 487 (2006).
73. Cyclopogon trifasciatus Schltr., Repert. Spec. Nov. Regni Veg. Beih. 35: 33 (1925).
74. Cyclopogon truncatus (Lindl.) Schltr., Beih. Bot. Centralbl. 37(2): 395 (1920).
75. Cyclopogon variegatus Barb.Rodr., Gen. Spec. Orchid. 2: 282 (1881).
76. Cyclopogon venustus (Barb.Rodr.) Schltr., Beih. Bot. Centralbl. 37(2): 396 (1920).
77. Cyclopogon vittatus Dutra ex Pabst, Sellowia 10: 128 (1959).
78. Cyclopogon warmingii (Rchb.f.) Schltr., Beih. Bot. Centralbl. 37(2): 396 (1920).
79. Cyclopogon werffii Dodson, Orquideologia 19: 98 (1993).
80. Cyclopogon williamsii Dodson & R.Vásquez, Icon. Pl. Trop., II, 4: t. 316 (1989).